# Julia Taylor
Julia Taylor (Budapest, 3 de noviembre de 1978) es una actriz pornográfica húngara. Entre sus películas más conocidas figuran Cleopatra (Private Media Group), Giulia engañada sexual, Private Gold 61 o La Leyenda de Eros entre otras, pero sin duda alguna fue el film erótico Cleopatra la que la hizo más popular dentro de las actrices del mundo del porno.
En sus inicios trabajó para la productora de Mario Salieri, en Italia, con tan solo 20 años de edad. La actriz argumenta que fue muy duro trabajar en este mundo ya que algunas escenas que realizaba le parecían perversas y oscuras.
Años después firmó un contrato con Private Media Group, donde resaltó su trabajo con los directores Antonio Adamo y Gianfranco Romagnoli. Filmó también la película Casados con hijos (que forma parte de Cinco historias para ellas) bajo la dirección de la directora porno Erika Lust, dándole un toque más glamoroso a sus películas.

## Premios
- 2003 Venus Award – Best Actress
- 2004 European X Award – Best Supporting Actress (Hungary)[1]